# Brasilentulus huetheri
Brasilentulus huetheri är en urinsektsart som beskrevs av Josef Nosek 1973. Brasilentulus huetheri ingår i släktet Brasilentulus och familjen lönntrevfotingar. Inga underarter finns listade.